# Baby I Like
『Baby I Like』（ベイビー・アイ・ライク）は、1999年10月16日に発売された、日本の女性歌手・Mai-K（倉木麻衣）の全米デビューシングル。現在廃盤。

## 概要
- 自身の歌手、そして全米デビューシングルとなった。1999年11月27日にはアナログ盤『BABY I LIKE REMIXIES』が限定発売された。
- 収録された曲は全てカバー曲である。
- 名義は倉木麻衣ではなく「Mai-K」であった。後に発売される全米アルバム『Secret of my heart』の名義も同じである。
- 倉木麻衣名義（邦盤）では2009年9月9日に発売された『ALL MY BEST』に初収録された。
- 作曲者は今後倉木と度々協力するYOKO Black. Stoneであった。
- 日本国内では輸入盤がタワーレコードやTSUTAYA、新星堂などJ-DISC特約店で販売されていた。
- 現在は廃盤となっているため入手が非常に困難となっている。
- PVはボストンでのレコーディング風景を収めた物が通常仕様として有名だが、リリース前にタイアップで「ヤ・マン」「松尾潔的音楽生活」のエンディングでオンエアーされていた時はグランカフェでのクラブイベントで騒ぐ入場客をスローモーションにした映像であり、本人は出演していなかった。

## 収録曲
1. Baby I Like (4:22)
  - 作詞・作曲：YOKO Black. Stone
2. Did I Hear You Say That You're In Love (4:08)
  - 作詞：Jeffrey Qwest　作曲：Tommo
3. 's All Right (4:24)
  - 作詞・作曲：YOKO Black. Stone
4. Baby I Like 〜Oral Exciter House Remix〜 (5:34)
  - 作詞・作曲：YOKO Black. Stone

## 参加ミュージシャン
- 倉木麻衣：コーラス（#1,2,3,4）